# 에블린 홀

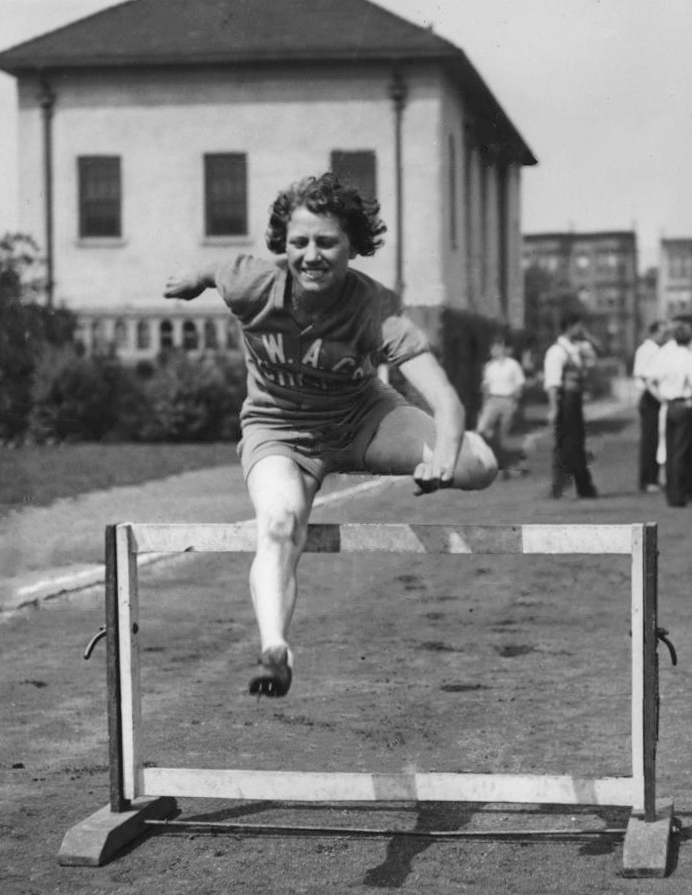

에블린 루스 홀(Evelyne Ruth Hall, 1909년 9월 10일 ~ 1993년 4월 20일)는 주로 80m 허들에 나간 미국의 육상 선수였다.
미니애폴리스에서 태어난 그녀는 1932년 로스앤젤레스 올림픽에 나가 80m 허들 결승전에서 베이브 디드릭슨에 밀려 은메달을 획득하였다.